# Berodia
Berodia es una parroquia española del concejo asturiano de Cabrales y un lugar de dicha parroquia.
La parroquia tiene una superficie de 13,51 km², en la que habitan un total de 194 personas (INE 2011) repartidas entre el lugar de Berodia y la aldea de Inguanzo (120 habitantes).
El lugar de Berodia, con 71 habitantes, se encuentra situada a 400 metros sobre el nivel del mar. Está a 3 kilómetros de Carreña, la capital del concejo y se accede a ella por la carretera local de 2.º orden CA-2.